# Años 260 a. C.
Los años 260 antes de Cristo transcurrieron entre los años 269 a. C. y 260 a. C.

## Acontecimientos
- Inicio de la primera guerra púnica (264 a. C.), primera de una serie de tres guerras entre Roma y Cartago, las dos grandes potencias del Mediterráneo Occidental.
- 260: Esparta entra en la guerra de Cremónides bajo el liderazgo de Areo I.